# قط الصعلوك

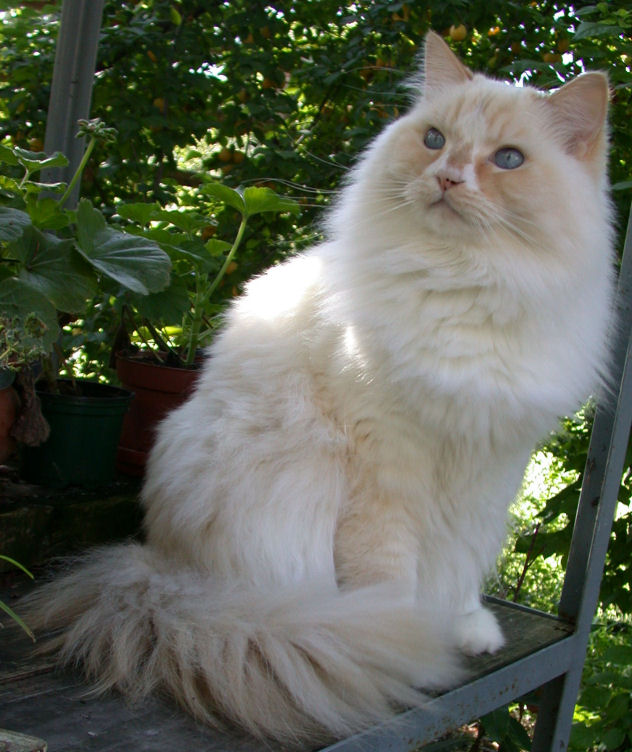

قط الصعلوك أو راجاموفين (بالإنجليزية: Ragamuffin)‏ قط كبير الحجم ذو فراء شبيه بفراء الأرنب، شعره طويل أو متوسط الطول، ورأسه عريض ذو خطم مستدير، وأنف متوسط الطول مقعرة قليلاً ما بين العينين. والعينان كبيرتان جداً في شكل الجوز. إضافة إلى الوسادة المنتفخة، التي تحمل الشاربين وتضفي على القط مظهره المحبب المميز. وجسمه طويل مستطيل، وله ذيل طويل كثيف الشعر.
ويصل القط إلى سن البلوغ في عمر 4 سنوات، وتزن الذكور عادة حوالي 15 إلى 20 رطلاً؛ بينما تزن الإناث من 10 إلى 15 رطلاً. وتوجد من هذه السلالة ألوان عديدة، وهي إما ذات لون واحد أو أطراف ملونة، تختلف عن لون الجسم.